# Gnocchi
Gnocchi (italiană: [ˈɲɔkki] [ɲɔkki]; singular: Gnocco) sunt o familie variată de paste din bucătăria italiană. Sunt făcute din bucăți mici de aluat, cum ar fi cele compuse dintr-o combinație simplă de făină de grâu, ou, sare și cartofi.
Variante ale acestui fel de mâncare completează rețeta simplă cu aditivi de aromă, cum ar fi făina de griș, brânza, pesmetul,  făina de porumb sau ingrediente similare   și, eventual, incluzând ierburi, legume și alte ingrediente. Ingredientele de bază pot fi înlocuite cu alternative, cum ar fi cartofii dulci în locul cartofilor sau făina de orez în schimbul făinii de grâu. Astfel de variații sunt adesea considerate a fi netradiționale.
Gnocchi sunt de obicei gătiți în apă clocotită cu sare și apoi asortați cu diferite sosuri. De obicei sunt consumate ca primul fel (primo piatto) ca o alternativă la supe (minestre) sau paste, dar pot fi servite și ca contorno (garnitură) la unele feluri principale. Gnocchi sunt însoțite în general de unt topit cu salvie, pesto, precum și de diverse sosuri. Gnocchi pot fi făcute în casă, preparate de magazine specializate sau produse industrial și distribuite refrigerate, uscate sau congelate. Majoritatea gnocchi se pun la fiert în apă și apoi se servesc cu un sos. Gnocchi mici pentru supă se fac uneori prin presarea aluatul printr-o sită grosieră sau o lingură perforată.